# Jacek Wojciech Kwiatkowski
Jacek Wojciech Kwiatkowski (ur. 7 marca 1962) – polski urbanista, doktor habilitowany nauk technicznych, profesor uczelni, w Katedrze Architektury, w Instytucie Inżynierii Lądowej, Wydziału Budownictwa i Inżynierii Środowiska SGGW (od października 2024), w latach 2006-2024 adiunkt Wydziału Geografii i Studiów Regionalnych Uniwersytetu Warszawskiego . Ekspert w zakresie teorii przestrzeni czasów awangardy lat 20. i 30. XX wieku. 

## Życiorys
Absolwent VI Liceum Ogólnokształcącego im. Tadeusza Reytana w Warszawie (matura 1981). Ukończył jednolite studia magisterskie na Wydziale Architektury Politechniki Warszawskiej. Jego praca magisterska została napisana na temat zespołu usługowo-mieszkaniowego Tarchomin i zdobyła ocenę bardzo dobrą Komisji Egzaminacyjnej Wydziału Architektury PW. Promotorem był prof. Jerzy Androsiuk, a recenzentem prof. Hanna Adamczewska-Wejchert. Doktoryzował się pod opieką naukową prof. Sławomira Gzella i w 2004 obronił pracę Komplementarność miast granicznych a procesy integracyjne. Analiza przykładów wybranych miast ze szczególnym uwzględnieniem polsko-niemieckiego obszaru granicznego w dobie integracji europejskiej. Jego doktorat zdobył wyróżnienie w ogólnopolskim konkursie Ministerstwa Infrastruktury Rzeczypospolitej Polskiej na najlepszą pracę naukową. Habilitował się również na Wydziale Architektury Politechniki Warszawskiej w roku 2015 na podstawie rozprawy Oko pod kontrolę dotyku duszy... Suprematyzm we współczesnym dyskursie intelektualnym. Jego dysertacja habilitacyjna na temat teorii przestrzeni w suprematyzmie uzyskała wyróżnienie Rady Naukowej Wydziału Architektury Politechniki Warszawskiej.
- Członek Rady Naukowej Instytutu Inżynierii Lądowej SGGW w kadencji 2025-2028
- Członek Rady Naukowej Dyscypliny Inżynieria Lądowa, Geodezja i Transport SGGW 2025-2028
- Członek Rady Naukowej Dyscypliny Inżynieria Lądowa, Geodezja i Transport SGGW 2024
- W 2022 został laureatem ogólnouniwersyteckiego konkursu (UW) na staż naukowy wIndiana University Bloomington (Eskenazi School of Art, Architecture + Design ) [realizacja styczeń/luty 2023] w obszarze teorii przestrzeni i sztuk wizualnych.
- W 2021 został laureatem konkursu na stypendium naukowe rządu Republiki Francuskiej (Campus France) w obszarze urbanistyki i geografii miast.
- Był członkiem Rady Naukowej Dyscypliny Geografia Społeczno-Ekonomiczna i Gospodarka Przestrzenna Uniwersytetu Warszawskiego w kadencji 2021–2024[7].
- Jest koordynatorem merytorycznym i oficjalnym konsultantem naukowym Sekcji Planowania Osiedli Społecznych im. Grupy PRAESENS Towarzystwa Urbanistów Polskich.
- Był członkiem Rady Naukowej Dyscypliny Geografia Społeczno-Ekonomiczna i Gospodarka Przestrzenna Uniwersytetu Warszawskiego w kadencji 2019–2020[8].
- W kadencji 2011–2014 został mianowany oficjalnym konsultantem naukowym Komitetu Prognoz „Polska 2000 Plus” przy Prezydium Polskiej Akademii Nauk[5].
- Laureat nagrody studenckiej AZYMUT dla najlepszego pracownika dydaktycznego (3. miejsce) na kierunku Gospodarka Przestrzenna Wydziału Geografii i Studiów Regionalnych Uniwersytetu Warszawskiego 2010–2011.
- Poza Polską wsp naukowo z: Université Grenoble Alpes, Institut d’Urbanisme et de géographie Alpine, Laboratoire Pacte (Francja) oraz Uniwersytetem Kraju Saary, Collegium Europaeum Universitatis Saraviensis (CEUS) (Niemcy).

Ma na swoim koncie liczne wyjazdy naukowe, staże i wykłady w wielu uczelniach zagranicznych, takich jak: Universidad de Valencia (Hiszpania), University of Huelva (Hiszpania), Universidad Complutense de Madrid (Hiszpania), Uniwersytet Hebrajski w Jerozolimie (HUJI) (Izrael), Uniwersytet w Neapolu (Włochy), Uniwersytet w Belgradzie (Serbia), Uniwersytet w Bihaciu (Bośnia i Hercegowina), Udmurt State University (Rosja), Moskiewski Uniwersytet Państwowy im. M.W. Łomonosowa (Rosja), Moskiewski Państwowy Artystyczno-Przemysłowy Uniwersytet imienia S.G. Stroganowa (Rosja), Johannes Gutenberg Universität Mainz (Niemcy), Uniwersytet w Peczu (Węgry). Specjalizuje się w teorii przestrzeni, teorii krajobrazu kulturowego, poszukiwaniu nowej formuły dla współczesnych przestrzeni kommemoratywnych. Jest ekspertem w dziedzinie teorii przestrzeni czasów awangardy lat 20. i 30. XX wieku. Pracuje w Katedrze Geografii Miast i Planowania Przestrzennego Wydziału Geografii i Studiów Regionalnych UW. Prowadził zajęcia dydaktyczne na Gospodarce Przestrzennej od początku jej istnienia oraz współtworzył przez 20 lat profil tego kierunku na Wydziale Geografii i Studiów Regionalnych UW w latach 2004-2024.

## Wybrane publikacje

### Książki
- Obraz współczesnej metropolii a metropolie przyszłości – między przełomem a kontynuacją (red. naukowa), Wydawnictwo Uniwersytetu Warszawskiego, Warszawa 2012[10]
- Oko pod kontrolę dotyku duszy... Suprematyzm we współczesnym dyskursie intelektualnym,  Wydział Geografii i Studiów Regionalnych Uniwersytetu Warszawskiego, Warszawa 2013[6]
- Przestrzenie aktywnych społeczności. Problemy urbanizacji i ekonomia współdzielenia (wraz z Łukaszem Kryśkiewiczem), Wydział Geografii i Studiów Regionalnych Uniwersytetu Warszawskiego, Warszawa 2018[11]

### Artykuły naukowe
- Czy przestrzeń to iluzja opowiadana wrażliwością twórcy? Przyszłość i granice przestrzeni kontekstualnej, w: „Czasopismo Techniczne. Architektura”, 2010, z. 7-A/2, Kraków 2010[12]
- Miasta wielopoziomowe versus miasta typu „compact city” – dylematy przeciwdziałania problemom suburbanizacji, w: Miasto w dobie neoliberalnego urbanizmu, Wydawnictwo Uniwersytetu Gdańskiego, Gdańsk 2012[12]
- Public spaces – urban places of the two great metropolis: Moscow and Mexico City, w: Ciudad – territorio sustentable. Procesos, actores y estructuras, Universidad Autónoma del Estado de México, Mexico City 2014[12]
- Przestrzeń awangardy – nowa grawitacja, w: „Kwartalnik Architektury i Urbanistyki”, 3/2015, Warszawa 2015[12]
- Awangarda – od dynamiki ruchu do nowej narracji przestrzeni miejskiej, w: „Kwartalnik Architektury i Urbanistyki”, 3/2016, Warszawa 2016[12]
- Антропологическое измерение раннехристианского сакрального пространства на примере domus ecclesiae и евфразиевой базилики в Порече (The anthropological dimension of early Christian sacred space in the domus ecclesiae and the Euphrasian basilica in Poreč МГХПА), w: XXVI Международные Рождественские образовательные чтения: «Нравственные ценности и будущее человечества», Moskwa 2018[12]
- Czy nastąpi powrót idei pomnika honoryfikacyjnego w nowej formule? (Will there be a return of the idea of an honorable monument in a new formula?), w: Integracja sztuki i techniki w architekturze i urbanistyce, Uniwersytet Technologiczno-Przyrodniczy im. Jana i Jędrzeja Śniadeckich, Bydgoszcz 2020[12]
- Между знаком и символом, эволюция мемориальных идей, и мест для местного сообщества. (Between the Sign and the Symbol, the Evolution of Commemorative Ideas, and Places for the Local Communities), w: Дизайн XXI века, Tuła 2020[12]